# ジェリコ (1966年のテレビドラマ)
『ジェリコ』は、アメリカ合衆国で製作されたテレビドラマ。1966年9月から1967年1月までCBSにて放映された。全16話。
日本では、1967年2月1日から同年5月17日まで、NETテレビ（テレビ朝日）系列で放送された。放送時間は毎週水曜21:00 - 21:56（JST）。
第二次世界大戦中を舞台とし、アメリカ陸軍のフランクリン、フランス空軍のガストン、イギリス海軍のニックの3人組が、それぞれの持つスキルを駆使し、スパイとして敵の背後でミッションを実行する内容となっている。

## キャスト
- フランク・シェパード：ドン・フランクス（吹替：小林昭二）- 米陸軍大尉。
- ガストン・アンドレ：マリノ・マッセ（英語版）（吹替：前田昌明）- 仏空軍中尉。
- ニック・ゲイジ：ジョン・レイトン（英語版）（吹替：山田康雄）- 英海軍中尉。
- 日本語版ナレーター：浦野光

## 各話リスト
- 101名救出せよ
- 敵司令官を消せ
- 暗号解読機をつぶせ
- 午後4時の恐怖
- ニセ礼の源を断て
- イタリア大作戦（その1）～ゲシュタポの罠～
- イタリア大作戦 敵軍用列車で脱出せよ
- 敵の金庫をすり替えろ
- 秘密工場を死守せよ
- 作戦地図を奪取せよ
- レーダー小屋をふっとばせ
- 地下司令部爆破30秒前
- 3将軍を奪還せよ
- オスロ沖の脱出
- ドイツ軍の裏をかけ
- 新型Uボートを爆破せよ！